# Gunungiella marginalis
Gunungiella marginalis är en nattsländeart som beskrevs av Banks 1939. Gunungiella marginalis ingår i släktet Gunungiella och familjen stengömmenattsländor. Inga underarter finns listade i Catalogue of Life.